# Municipio de Troy (condado de Day)
El municipio de Troy (en inglés: Troy Township) es un municipio ubicado en el condado de Day en el estado estadounidense de Dakota del Sur. En el año 2010 tenía una población de 39 habitantes y una densidad poblacional de 0,41 personas por km².

## Geografía
El municipio de Troy se encuentra ubicado en las coordenadas 45°11′50″N 97°48′12″O / 45.19722, -97.80333. Según la Oficina del Censo de los Estados Unidos, el municipio tiene una superficie total de 94.31 km², de la cual 87,71 km² corresponden a tierra firme y (7 %) 6.6 km² es agua.

## Demografía
Según el censo de 2010, había 39 personas residiendo en el municipio de Troy. La densidad de población era de 0,41 hab./km². De los 39 habitantes, el municipio de Troy estaba compuesto por el 89,74 % blancos, el 10,26 % eran de otras razas. Del total de la población el 10,26 % eran hispanos o latinos de cualquier raza.